# 陳清萍
陳 青萍（ちん せいへい、1795年 - 1868年）は、趙堡架太極拳の中国武術家。陳氏十五世。
清国河南省温県趙堡鎮の人。陳家溝の陳有本の甥。陳有本の太極拳を学び、趙堡鎮に移る。日々練習を重ね、新たな工夫を加えて、趙堡架太極拳を創造する。
弟子には、趙堡鎮の和兆元、張開や永年の武禹襄がいる。